# Handbal la Jocurile Olimpice de vară din 2024 – Calificări turneul feminin
Calificările la turneul olimpic de handbal feminin din 2024 s-au desfășurat începând din august 2023 și până în aprilie 2024. În total, douăsprezece echipe s-au calificat: țara gazdă, campioana mondială, patru campioane continentale și șase echipe din turneele olimpice de calificare.

## Sumarul calificărilor
| Modalitate de calificare                 | Data                   | Gazda                                     | Locuri | Calificate             |
| ---------------------------------------- | ---------------------- | ----------------------------------------- | ------ | ---------------------- |
| Țara gazdă                               | N/A                    | N/A                                       | 1      | Franța                 |
| Campionatul European din 2022            | 4–20 noiembrie 2022    | Slovenia · Macedonia de Nord · Muntenegru | 1      | Danemarca              |
| Turneul asiatic de calificare din 2023   | 17–23 august 2023      | Hiroshima                                 | 1      | Coreea de Sud          |
| Turneul african de calificare din 2019   | 11–14 octombrie 2023   | Luanda                                    | 1      | Angola                 |
| Jocurile Panamericane 2023               | 24–29 octombrie 2023   | Viña del Mar                              | 1      | Brazilia               |
| Campionatul Mondial din 2023             | 29 nov. – 17 dec. 2023 | Danemarca · Norvegia · Suedia             | 1      | Norvegia               |
| Turneele olimpice de calificare din 2024 | 11–14 aprilie 2024     | Debrețin                                  | 2      | Ungaria · Suedia       |
| Turneele olimpice de calificare din 2024 | 11–14 aprilie 2024     | Torrevieja                                | 2      | Țările de Jos · Spania |
| Turneele olimpice de calificare din 2024 | 11–14 aprilie 2024     | Neu-Ulm                                   | 2      | Germania · Slovenia    |
| Total                                    | Total                  | Total                                     | 12     |                        |

## Legendă pentru modalitatea de calificare
| Legendă pentru modalitatea de calificare                                   |
| -------------------------------------------------------------------------- |
| Calificată de la campionatul european direct la Jocurile Olimpice din 2024 |
| Calificată de la campionatul mondial direct la Jocurile Olimpice din 2024  |
| Calificată ca gazdă direct la Jocurile Olimpice din 2024                   |
| Calificate din turnee continentale direct la Jocurile Olimpice din 2024    |
| Calificate de la campionatul mondial la turneele olimpice din 2024         |
| Calificate din turnee continentale la turneele olimpice din 2024           |

## Țara gazdă
- Franța

## Campionatul Mondial
| Loc | Echipă        |
| --- | ------------- |
| 1   | Franța        |
| 2   | Norvegia      |
| 3   | Danemarca     |
| 4   | Suedia        |
| 5   | Țările de Jos |
| 6   | Germania      |
| 7   | Muntenegru    |
| 8   | Cehia         |
| 9   | Brazilia      |
| 10  | Ungaria       |
| 11  | Slovenia      |
| 12  | România       |
| 13  | Spania        |
| 14  | Croația       |
| 15  | Angola        |
| 16  | Polonia       |
| 17  | Japonia       |
| 18  | Senegal       |
| 19  | Austria       |
| 20  | Argentina     |
| 21  | Serbia        |
| 22  | Coreea de Sud |
| 23  | Ucraina       |
| 24  | Camerun       |
| 25  | Islanda       |
| 26  | Congo         |
| 27  | Chile         |
| 28  | China         |
| 29  | Paraguay      |
| 30  | Kazahstan     |
| 31  | Iran          |
| 32  | Groenlanda    |

## Calificări continentale

### Europa
| Loc | Echipă            |
| --- | ----------------- |
| 1   | Norvegia          |
| 2   | Danemarca         |
| 3   | Muntenegru        |
| 4   | Franța            |
| 5   | Suedia            |
| 6   | Țările de Jos     |
| 7   | Germania          |
| 8   | Slovenia          |
| 9   | Spania            |
| 10  | Croația           |
| 11  | Ungaria           |
| 12  | România           |
| 13  | Polonia           |
| 14  | Elveția           |
| 15  | Serbia            |
| 16  | Macedonia de Nord |

### America
| Loc | Echipă      |
| --- | ----------- |
| 1   | Brazilia    |
| 2   | Argentina   |
| 3   | Paraguay    |
| 4   | Chile       |
| 5   | Puerto Rico |
| 6   | Cuba        |
| 7   | Uruguay     |
| 8   | Canada      |

### Asia
Turneul de calificare asiatic s-a desfășurat la Hiroshima, Japonia, între 17 și 23 august 2023. Coreea de Sud, câștigătoarea turneului, s-a calificat direct la jocurile olimpice de vară din 2024.
Echipe
Șase echipe ar fi trebuit să participe la competiție, însă echipa Uzbekistanului s-a retras înainte de începerea turneului, citând „circumstanțe neprevăzute”.
Clasament
| Loc | Echipa        | MJ | V | E | Î | GM  | GP  | DG  | Pct | Calificare                 |
| --- | ------------- | -- | - | - | - | --- | --- | --- | --- | -------------------------- |
| 1   | Coreea de Sud | 4  | 4 | 0 | 0 | 156 | 82  | +74 | 8   | Jocurile Olimpice din 2024 |
| 2   | Japonia (H)   | 4  | 3 | 0 | 1 | 163 | 88  | +75 | 6   | Turneele de calificare     |
| 3   | China         | 4  | 2 | 0 | 2 | 101 | 118 | −17 | 4   |                            |
| 4   | Kazahstan     | 4  | 1 | 0 | 3 | 112 | 154 | −42 | 2   |                            |
| 5   | India         | 4  | 0 | 0 | 4 | 81  | 171 | −90 | 0   |                            |

Partide
Orele de mai jos sunt cele locale (UTC+9).
| 17 august 2023 14:00 | China | 33 – 26 | Kazahstan  | Higashi-ku Sports Center, Hiroshima Arbitri: Gheisarian, Gheisarian |
| 17 august 2023 14:00 | Lin 6 | (16–13) | Japarova 6 | Higashi-ku Sports Center, Hiroshima Arbitri: Gheisarian, Gheisarian |
| 17 august 2023 14:00 | 3× 1× | Raport  | 1×         | Higashi-ku Sports Center, Hiroshima Arbitri: Gheisarian, Gheisarian |

| 17 august 2023 17:00 | Coreea de Sud | 53 – 14 | India             | Higashi-ku Sports Center, Hiroshima Arbitri: Hideki, Tetsuro |
| 17 august 2023 17:00 | Shin E. 9     | (28–7)  | Bhawana, Menika 4 | Higashi-ku Sports Center, Hiroshima Arbitri: Hideki, Tetsuro |
| 17 august 2023 17:00 | 1×            | Raport  | 5× 1×             | Higashi-ku Sports Center, Hiroshima Arbitri: Hideki, Tetsuro |

| 18 august 2023 14:00 | India    | 17 – 54 | Japonia | Higashi-ku Sports Center, Hiroshima Arbitri: Ismoilov, Ismoilov |
| 18 august 2023 14:00 | Menika 7 | (10–30) | Ozaki 7 | Higashi-ku Sports Center, Hiroshima Arbitri: Ismoilov, Ismoilov |
| 18 august 2023 14:00 | 4× 1×    | Raport  | 1×      | Higashi-ku Sports Center, Hiroshima Arbitri: Ismoilov, Ismoilov |

| 18 august 2023 17:00 | Coreea de Sud | 33 – 20 | China       | Higashi-ku Sports Center, Hiroshima Arbitri: Al-Naseem, Al-Enezi |
| 18 august 2023 17:00 | Lee 6         | (16–9)  | Jin, Zhou 4 | Higashi-ku Sports Center, Hiroshima Arbitri: Al-Naseem, Al-Enezi |
| 18 august 2023 17:00 | 2×            | Raport  | 3×          | Higashi-ku Sports Center, Hiroshima Arbitri: Al-Naseem, Al-Enezi |

| 20 august 2023 14:00 | Japonia | 50 – 28 | Kazahstan | Higashi-ku Sports Center, Hiroshima Arbitri: Lee, Lee |
| 20 august 2023 14:00 | Okada 7 | (24–14) | Hardina 7 | Higashi-ku Sports Center, Hiroshima Arbitri: Lee, Lee |
| 20 august 2023 14:00 | 5×      | Raport  | 1×        | Higashi-ku Sports Center, Hiroshima Arbitri: Lee, Lee |

| 20 august 2023 17:00 | China | 30 – 24 | India     | Higashi-ku Sports Center, Hiroshima Arbitri: Furukawa, Murata |
| 20 august 2023 17:00 | Jin 7 | (12–10) | Menika 10 | Higashi-ku Sports Center, Hiroshima Arbitri: Furukawa, Murata |
| 20 august 2023 17:00 | 1×    | Raport  | 2×        | Higashi-ku Sports Center, Hiroshima Arbitri: Furukawa, Murata |

| 21 august 2023 14:00 | China       | 18 – 35 | Japonia  | Higashi-ku Sports Center, Hiroshima Asistență: 601 Arbitri: Gheisarian, Gheisarian |
| 21 august 2023 14:00 | Jin, Zhou 5 | (9–17)  | Aizawa 6 | Higashi-ku Sports Center, Hiroshima Asistență: 601 Arbitri: Gheisarian, Gheisarian |
| 21 august 2023 14:00 | 7× 1×       | Raport  | 2×       | Higashi-ku Sports Center, Hiroshima Asistență: 601 Arbitri: Gheisarian, Gheisarian |

| 21 august 2023 17:00 | Kazahstan | 24 – 45 | Coreea de Sud | Higashi-ku Sports Center, Hiroshima Arbitri: Al-Naseem, Al-Enezi |
| 21 august 2023 17:00 | Hardina 8 | (12–19) | Ryu 8         | Higashi-ku Sports Center, Hiroshima Arbitri: Al-Naseem, Al-Enezi |
| 21 august 2023 17:00 | 3× 1×     | Raport  | 3×            | Higashi-ku Sports Center, Hiroshima Arbitri: Al-Naseem, Al-Enezi |

| 23 august 2023 12:00 | Kazahstan              | 34 – 26 | India      | Higashi-ku Sports Center, Hiroshima Arbitri: Lee, Lee |
| 23 august 2023 12:00 | Radaieva, Seitkassym 6 | (18–14) | Bhawana 13 | Higashi-ku Sports Center, Hiroshima Arbitri: Lee, Lee |
| 23 august 2023 12:00 | 2×                     | Raport  | 2×         | Higashi-ku Sports Center, Hiroshima Arbitri: Lee, Lee |

| 23 august 2023 15:00 | Japonia  | 24 – 25 | Coreea de Sud | Higashi-ku Sports Center, Hiroshima Arbitri: Ismoilov, Ismoilov |
| 23 august 2023 15:00 | Aizawa 9 | (15–14) | Gim 6         | Higashi-ku Sports Center, Hiroshima Arbitri: Ismoilov, Ismoilov |
| 23 august 2023 15:00 | 2×       | Raport  | 3×            | Higashi-ku Sports Center, Hiroshima Arbitri: Ismoilov, Ismoilov |

All-Star team
| Post                | Jucătoare      |
| ------------------- | -------------- |
| Portar              | Lu Chang       |
| Extremă dreapta     | Saki Hattori   |
| Intermediar dreapta | Kaho Nakayama  |
| Centru              | Natsuki Aizawa |
| Intermediar stânga  | Lee Mi-gyeong  |
| Extremă stânga      | Shin Eun-joo   |
| Pivot               | Mika Nagata    |
| MVP                 | Kang Kyung-min |

### Africa
Turneul de calificare african s-a desfășurat la Luanda, în Angola, între 11 și 14 octombrie 2023. Angola, câștigătoarea turneului, s-a calificat direct la jocurile olimpice de vară din 2024.

## Clasament
| Loc | Echipa     | MJ | V | E | Î | GM | GP | DG  | Pct | Calificare                 |
| --- | ---------- | -- | - | - | - | -- | -- | --- | --- | -------------------------- |
| 1   | Angola (H) | 3  | 3 | 0 | 0 | 79 | 57 | +22 | 6   | Jocurile Olimpice din 2024 |
| 2   | Camerun    | 3  | 1 | 1 | 1 | 59 | 63 | −4  | 3   | Turneele de calificare     |
| 3   | Senegal    | 3  | 1 | 0 | 2 | 63 | 61 | +2  | 2   |                            |
| 4   | Congo      | 3  | 0 | 1 | 2 | 58 | 78 | −20 | 1   |                            |

Partide
Orele de mai jos sunt cele locale (UTC+1).
| 11 octombrie 2023 16:00 | Camerun | 21 – 21 | Congo | Pavilhão Multiusos, Luanda |
| 11 octombrie 2023 16:00 | (9–12)  |         |       | Pavilhão Multiusos, Luanda |
| 11 octombrie 2023 16:00 | Raport  |         |       | Pavilhão Multiusos, Luanda |

| 11 octombrie 2023 18:00 | Angola  | 22 – 21 | Senegal | Pavilhão Multiusos, Luanda |
| 11 octombrie 2023 18:00 | (11–11) |         |         | Pavilhão Multiusos, Luanda |
| 11 octombrie 2023 18:00 | Raport  |         |         | Pavilhão Multiusos, Luanda |

| 12 octombrie 2023 16:00 | Camerun | 17 – 15 | Senegal | Pavilhão Multiusos, Luanda |
| 12 octombrie 2023 16:00 | (7–6)   |         |         | Pavilhão Multiusos, Luanda |
| 12 octombrie 2023 16:00 | Raport  |         |         | Pavilhão Multiusos, Luanda |

| 12 octombrie 2023 18:00 | Congo  | 15 – 30 | Angola | Pavilhão Multiusos, Luanda |
| 12 octombrie 2023 18:00 | (9–17) |         |        | Pavilhão Multiusos, Luanda |
| 12 octombrie 2023 18:00 | Raport |         |        | Pavilhão Multiusos, Luanda |

| 14 octombrie 2023 16:00 | Senegal | 27 – 22 | Congo | Pavilhão Multiusos, Luanda |
| 14 octombrie 2023 16:00 | (16–13) |         |       | Pavilhão Multiusos, Luanda |
| 14 octombrie 2023 16:00 | Raport  |         |       | Pavilhão Multiusos, Luanda |

| 14 octombrie 2023 18:00 | Angola | 27 – 21 | Camerun | Pavilhão Multiusos, Luanda |
| 14 octombrie 2023 18:00 | (16–9) |         |         | Pavilhão Multiusos, Luanda |
| 14 octombrie 2023 18:00 | Raport |         |         | Pavilhão Multiusos, Luanda |

## Turneele olimpice de calificare din 2024
S-au desfășurat trei turnee olimpice de calificare, în care au jucat 12 echipe care nu se calificaseră prin intermediul celor cinci competiții menționate mai sus:
- Primele șase echipe de la campionatul mondial din 2023 care nu s-au calificat prin intermediul competițiilor continentale în care au participat.
- Pentru a fi determinat clasamentul fiecărui continent au fost luate în calcul cele mai bine clasate echipe de pe fiecare continent la Campionatul Mondial din 2023. Continentul clasat pe primul loc (Europa) a primit două locuri suplimentare în competiție. Continentele clasate pe locurile al doilea (America), al treilea (Africa) și al patrulea (Asia) au primit câte un loc fiecare. Ultimul loc ar fi aparținut unei echipe din Oceania, dacă  aceasta s-ar fi clasat pe unul din locurile 8–12 la campionatul mondial, însă deoarece nici o echipă din Oceania nu a îndeplinit această condiție, continentulului clasat pe locul al doilea în ierarhie i-a fost atribuit locul Oceaniei. Echipele deja calificate la olimpiadă prin intermediul campionatului mondial nu au fost luate în calcul la distribuția locurilor cu ajutorul criteriului continental.
- Cele 12 echipe au fost alocate în trei grupe de câte patru echipe. Echipele clasate pe primele două locuri în fiecare grupă s-au calificat la Jocurile Olimpice din 2024.

Țările gazdă au fost anunțate pe 22 decembrie 2023.
Pe 9 aprilie 2024, echipa Camerunului s-a retras și a fost înlocuită cu Marea Britanie.
| Turneul olimpic de calificare 1 | Turneul olimpic de calificare 2                                                                                              | Turneul olimpic de calificare 3                                                                                               |
| --- | --- | --- |
| - Locul 4 la CM 2023: Suedia - Locul 10 la CM 2023: Ungaria - Locul 2 în Africa: Camerun - Locul 2 în Asia: Japonia - Wild card: Marea Britanie | - Locul 5 la CM 2023: Țările de Jos - Locul 8 la CM 2023: Cehia - Locul 2 în America: Argentina - Locul 9 la CE 2022: Spania | - Locul 6 la CM 2023: Germania - Locul 7 la CM 2023: Muntenegru - Locul 8 la CE 2022: Slovenia - Locul 3 în America: Paraguay |

Programul detaliat al partidelor a fost făcut public pe 21 februarie 2024.

### Arbitrii
Arbitrii au fost anunțați pe 27 februarie 2024.
| Turneul 1 | Turneul 1                       |
| --------- | ------------------------------- |
| Argentina | Mariana García Maria Paolantoni |
| Germania  | Tanja Kuttler Maike Merz        |
| Elveția   | Arthur Brunner Morad Salah      |
| Uruguay   | Cristian Lemes Mathías Sosa     |

| Turneul 2             | Turneul 2                        |
| --------------------- | -------------------------------- |
| Bosnia și Herțegovina | Amar Konjičanin/ Dino Konjičanin |
| Egipt                 | Heidy El-Saied Yasmina El-Saied  |
| Serbia                | Marko Sekulić Vladimir Jovandić  |
| Suedia                | Mirza Kurtagic Mattias Wetterwik |

| Turneul 3     | Turneul 3                     |
| ------------- | ----------------------------- |
| Franța        | Karim Gasmi Raouf Gasmi       |
| România       | Cristina Lovin Simona Stancu  |
| Coreea de Sud | Koo Bo-nok Lee Se-ok          |
| Spania        | Javier Álvarez Yon Bustamante |

### Turneul olimpic de calificare 1
Turneul s-a desfășurat la Debrețin, în Ungaria.
Clasament
| Loc | Echipa         | MJ | V | E | Î | GM  | GP  | DG   | Pct | Calificare                 |
| --- | -------------- | -- | - | - | - | --- | --- | ---- | --- | -------------------------- |
| 1   | Ungaria (H)    | 3  | 3 | 0 | 0 | 114 | 64  | +50  | 6   | Jocurile Olimpice din 2024 |
| 2   | Suedia         | 3  | 2 | 0 | 1 | 112 | 64  | +48  | 4   | Jocurile Olimpice din 2024 |
| 3   | Japonia        | 3  | 1 | 0 | 2 | 99  | 88  | +11  | 2   |                            |
| 4   | Marea Britanie | 3  | 0 | 0 | 3 | 35  | 144 | −109 | 0   |                            |

Partide
Orele de mai jos sunt cele locale (UTC+2).
| 11 aprilie 2024 15:30 | Ungaria    | 49 – 11 | Marea Britanie | Főnix Aréna, Debrețin Asistență: 2189 Arbitri: Lemes, Sosa |
| 11 aprilie 2024 15:30 | Faluvégi 7 | (24–6)  | L. Davies 4    | Főnix Aréna, Debrețin Asistență: 2189 Arbitri: Lemes, Sosa |
| 11 aprilie 2024 15:30 | 1×         | Raport  | 3×             | Főnix Aréna, Debrețin Asistență: 2189 Arbitri: Lemes, Sosa |

| 11 aprilie 2024 18:00 | Suedia    | 35 – 28 | Japonia           | Főnix Aréna, Debrețin Asistență: 1643 Arbitri: Brunner, Salah |
| 11 aprilie 2024 18:00 | Carlson 7 | (17–13) | patru jucătoare 4 | Főnix Aréna, Debrețin Asistență: 1643 Arbitri: Brunner, Salah |
| 11 aprilie 2024 18:00 | 2×        | Raport  | 2×                | Főnix Aréna, Debrețin Asistență: 1643 Arbitri: Brunner, Salah |

| 12 aprilie 2024 18:00 | Suedia    | 25 – 28 | Ungaria   | Főnix Aréna, Debrețin Asistență: 3679 Arbitri: Kuttler, Merz |
| 12 aprilie 2024 18:00 | Carlson 7 | (11–15) | Kuczora 8 | Főnix Aréna, Debrețin Asistență: 3679 Arbitri: Kuttler, Merz |
| 12 aprilie 2024 18:00 | 2×        | Raport  | 4× 2×     | Főnix Aréna, Debrețin Asistență: 3679 Arbitri: Kuttler, Merz |

| 12 aprilie 2024 20:30 | Japonia         | 43 – 16 | Marea Britanie | Főnix Aréna, Debrețin Asistență: 694 Arbitri: García, Paolantoni |
| 12 aprilie 2024 20:30 | Sahara, Kinjo 7 | (25–9)  | Gowland 6      | Főnix Aréna, Debrețin Asistență: 694 Arbitri: García, Paolantoni |
| 12 aprilie 2024 20:30 | 4×              | Raport  | 3× 1×          | Főnix Aréna, Debrețin Asistență: 694 Arbitri: García, Paolantoni |

| 14 aprilie 2024 16:45 | Marea Britanie | 8 – 52 | Suedia    | Főnix Aréna, Debrețin Asistență: 1222 Arbitri: Lemes, Sosa |
| 14 aprilie 2024 16:45 | Kesselring 4   | (6–26) | Hagman 12 | Főnix Aréna, Debrețin Asistență: 1222 Arbitri: Lemes, Sosa |
| 14 aprilie 2024 16:45 | 2×             | Raport | 3× 1×     | Főnix Aréna, Debrețin Asistență: 1222 Arbitri: Lemes, Sosa |

| 14 aprilie 2024 19:15 | Ungaria    | 37 – 28 | Japonia  | Főnix Aréna, Debrețin Asistență: 4242 Arbitri: García, Paolantoni |
| 14 aprilie 2024 19:15 | Klujber 11 | (18–11) | Aizawa 7 | Főnix Aréna, Debrețin Asistență: 4242 Arbitri: García, Paolantoni |
| 14 aprilie 2024 19:15 | 3× 1×      | Raport  | 1×       | Főnix Aréna, Debrețin Asistență: 4242 Arbitri: García, Paolantoni |

### Turneul olimpic de calificare 2
Turneul s-a desfășurat la Torrevieja, în Spania.
Clasament
| Loc | Echipa        | MJ | V | E | Î | GM | GP  | DG  | Pct | Calificare                 |
| --- | ------------- | -- | - | - | - | -- | --- | --- | --- | -------------------------- |
| 1   | Țările de Jos | 3  | 3 | 0 | 0 | 93 | 66  | +27 | 6   | Jocurile Olimpice din 2024 |
| 2   | Spania (H)    | 3  | 2 | 0 | 1 | 83 | 71  | +12 | 4   | Jocurile Olimpice din 2024 |
| 3   | Cehia         | 3  | 1 | 0 | 2 | 80 | 96  | −16 | 2   |                            |
| 4   | Argentina     | 3  | 0 | 0 | 3 | 78 | 101 | −23 | 0   |                            |

Partide
Orele de mai jos sunt cele locale (UTC+2).
| 11 aprilie 2024 18:30 | Cehia       | 21 – 31 | Spania     | Palacio de los Deportes, Torrevieja Asistență: 2780 Arbitri: A. Konjičanin, D. Konjičanin |
| 11 aprilie 2024 18:30 | Cholevová 7 | (10–19) | González 7 | Palacio de los Deportes, Torrevieja Asistență: 2780 Arbitri: A. Konjičanin, D. Konjičanin |
| 11 aprilie 2024 18:30 | 5×          | Raport  | 4×         | Palacio de los Deportes, Torrevieja Asistență: 2780 Arbitri: A. Konjičanin, D. Konjičanin |

| 11 aprilie 2024 21:00 | Țările de Jos | 34 – 22 | Argentina | Palacio de los Deportes, Torrevieja Asistență: 530 Arbitri: Kurtagic, Wetterwik |
| 11 aprilie 2024 21:00 | Malestein 6   | (19–16) | Karsten 6 | Palacio de los Deportes, Torrevieja Asistență: 530 Arbitri: Kurtagic, Wetterwik |
| 11 aprilie 2024 21:00 | 5×            | Raport  | 4×        | Palacio de los Deportes, Torrevieja Asistență: 530 Arbitri: Kurtagic, Wetterwik |

| 12 aprilie 2024 18:30 | Țările de Jos             | 32 – 18 | Cehia       | Palacio de los Deportes, Torrevieja Asistență: 1240 Arbitri: H. El-Saied, Y. El-Saied |
| 12 aprilie 2024 18:30 | Malestein, Van Wetering 7 | (18–6)  | Jeřábková 8 | Palacio de los Deportes, Torrevieja Asistență: 1240 Arbitri: H. El-Saied, Y. El-Saied |
| 12 aprilie 2024 18:30 | 4× 1×                     | Raport  | 4×          | Palacio de los Deportes, Torrevieja Asistență: 1240 Arbitri: H. El-Saied, Y. El-Saied |

| 12 aprilie 2024 21:00 | Argentina | 23 – 26 | Spania             | Palacio de los Deportes, Torrevieja Asistență: 3625 Arbitri: Sekulić, Jovandić |
| 12 aprilie 2024 21:00 | Karsten 8 | (14–14) | Arcos, Gutiérrez 7 | Palacio de los Deportes, Torrevieja Asistență: 3625 Arbitri: Sekulić, Jovandić |
| 12 aprilie 2024 21:00 | 3×        | Raport  | 4×                 | Palacio de los Deportes, Torrevieja Asistență: 3625 Arbitri: Sekulić, Jovandić |

| 14 aprilie 2024 15:30 | Cehia        | 41 – 33 | Argentina | Palacio de los Deportes, Torrevieja Asistență: 1630 Arbitri: H. El-Saied, Y. El-Saied |
| 14 aprilie 2024 15:30 | Jeřábková 14 | (23–16) | Karsten 9 | Palacio de los Deportes, Torrevieja Asistență: 1630 Arbitri: H. El-Saied, Y. El-Saied |
| 14 aprilie 2024 15:30 | 6× 1×        | Raport  | 2× 1×     | Palacio de los Deportes, Torrevieja Asistență: 1630 Arbitri: H. El-Saied, Y. El-Saied |

| 14 aprilie 2024 18:00 | Spania             | 26 – 27 | Țările de Jos | Palacio de los Deportes, Torrevieja Asistență: 3875 Arbitri: Kurtagic, Wetterwik |
| 14 aprilie 2024 18:00 | Prieto O'Mullony 9 | (15–15) | Malestein 8   | Palacio de los Deportes, Torrevieja Asistență: 3875 Arbitri: Kurtagic, Wetterwik |
| 14 aprilie 2024 18:00 | 5× 2×              | Raport  | 3× 2×         | Palacio de los Deportes, Torrevieja Asistență: 3875 Arbitri: Kurtagic, Wetterwik |

### Turneul olimpic de calificare 3
Turneul s-a desfășurat la Neu-Ulm, în Germania.
Clasament
| Loc | Echipa       | MJ | V | E | Î | GM | GP | DG  | Pct | Calificare                 |
| --- | ------------ | -- | - | - | - | -- | -- | --- | --- | -------------------------- |
| 1   | Germania (H) | 3  | 3 | 0 | 0 | 96 | 69 | +27 | 6   | Jocurile Olimpice din 2024 |
| 2   | Slovenia     | 3  | 2 | 0 | 1 | 87 | 71 | +16 | 4   | Jocurile Olimpice din 2024 |
| 3   | Muntenegru   | 3  | 1 | 0 | 2 | 80 | 83 | −3  | 2   |                            |
| 4   | Paraguay     | 3  | 0 | 0 | 3 | 59 | 99 | −40 | 0   |                            |

Partide
Orele de mai jos sunt cele locale (UTC+2).
| 11 aprilie 2024 17:45 | Germania  | 31 – 25 | Slovenia | Ratiopharm-Arena, Neu-Ulm Asistență: 4026 Arbitri: Lovin, Stancu |
| 11 aprilie 2024 17:45 | Maidhof 9 | (17–14) | Gros 11  | Ratiopharm-Arena, Neu-Ulm Asistență: 4026 Arbitri: Lovin, Stancu |
| 11 aprilie 2024 17:45 | 3×        | Raport  | 3×       | Ratiopharm-Arena, Neu-Ulm Asistență: 4026 Arbitri: Lovin, Stancu |

| 11 aprilie 2024 20:15 | Muntenegru | 30 – 25 | Paraguay  | Ratiopharm-Arena, Neu-Ulm Asistență: 5500 Arbitri: Koo, Lee |
| 11 aprilie 2024 20:15 | Mugoša 9   | (17–12) | Insfrán 9 | Ratiopharm-Arena, Neu-Ulm Asistență: 5500 Arbitri: Koo, Lee |
| 11 aprilie 2024 20:15 | 2× 1×      | Raport  | 2× 1×     | Ratiopharm-Arena, Neu-Ulm Asistență: 5500 Arbitri: Koo, Lee |

| 13 aprilie 2024 14:15 | Germania  | 28 – 24 | Muntenegru   | Ratiopharm-Arena, Neu-Ulm Asistență: 4269 Arbitri: Álvarez, Bustamante |
| 13 aprilie 2024 14:15 | Maidhof 9 | (11–7)  | Pletikosić 9 | Ratiopharm-Arena, Neu-Ulm Asistență: 4269 Arbitri: Álvarez, Bustamante |
| 13 aprilie 2024 14:15 | 3×        | Raport  | 2×           | Ratiopharm-Arena, Neu-Ulm Asistență: 4269 Arbitri: Álvarez, Bustamante |

| 13 aprilie 2024 16:45 | Slovenia | 32 – 14 | Paraguay | Ratiopharm-Arena, Neu-Ulm Asistență: 1800 Arbitri: K. Gasmi, R. Gasmi |
| 13 aprilie 2024 16:45 | Mavsar 6 | (17–8)  | Acuña 4  | Ratiopharm-Arena, Neu-Ulm Asistență: 1800 Arbitri: K. Gasmi, R. Gasmi |
| 13 aprilie 2024 16:45 | 4×       | Raport  | 4×       | Ratiopharm-Arena, Neu-Ulm Asistență: 1800 Arbitri: K. Gasmi, R. Gasmi |

| 14 aprilie 2024 13:30 | Paraguay  | 20 – 37 | Germania  | Ratiopharm-Arena, Neu-Ulm Asistență: 4294 Arbitri: Lovin, Stancu |
| 14 aprilie 2024 13:30 | Insfrán 8 | (13–19) | Behrend 6 | Ratiopharm-Arena, Neu-Ulm Asistență: 4294 Arbitri: Lovin, Stancu |
| 14 aprilie 2024 13:30 | 3× 1×     | Raport  | 4×        | Ratiopharm-Arena, Neu-Ulm Asistență: 4294 Arbitri: Lovin, Stancu |

| 14 aprilie 2024 16:00 | Muntenegru | 26 – 30 | Slovenia       | Ratiopharm-Arena, Neu-Ulm Asistență: 2900 Arbitri: K. Gasmi, R. Gasmi |
| 14 aprilie 2024 16:00 | Mugoša 7   | (11–14) | Gros, Stanko 7 | Ratiopharm-Arena, Neu-Ulm Asistență: 2900 Arbitri: K. Gasmi, R. Gasmi |
| 14 aprilie 2024 16:00 | 5× 1×      | Raport  | 6×             | Ratiopharm-Arena, Neu-Ulm Asistență: 2900 Arbitri: K. Gasmi, R. Gasmi |